# Sphenometopa kovalevi
Sphenometopa kovalevi är en tvåvingeart som beskrevs av Yu. G. Verves 1978. Sphenometopa kovalevi ingår i släktet Sphenometopa och familjen köttflugor. Inga underarter finns listade i Catalogue of Life.